# 海水浴場

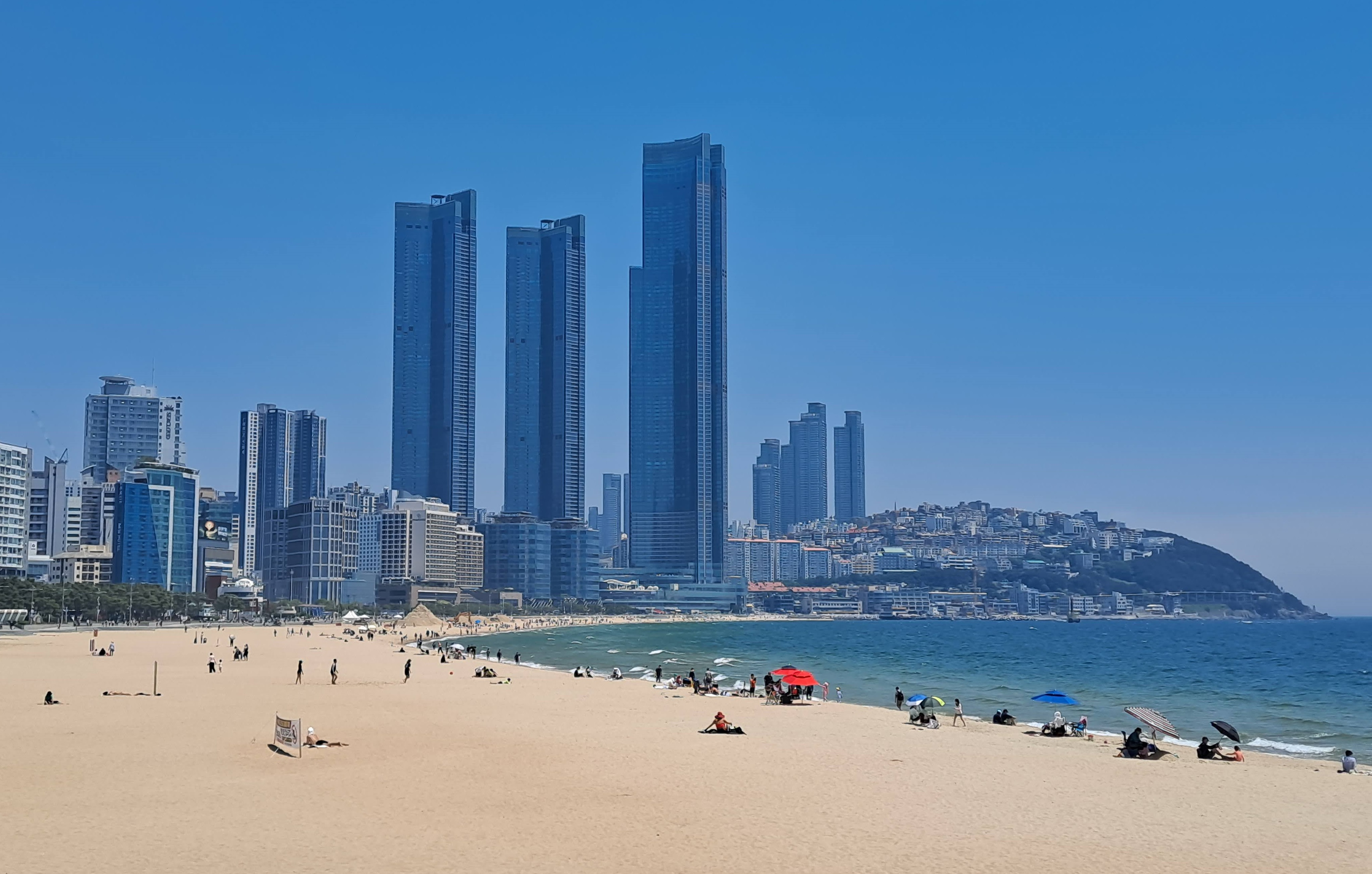
韩国釜山的海云臺海水浴场

海水浴場（英語：Seaside resort）是一種設置在海岸線上，供遊客民眾進行海水浴的休憩設施，除熱帶地區外，通常只在夏季營運。海水浴場通常設置在有大面積沙灘、沒有礁石的海岸地帶，依照營運方式的不同，有些海水浴場是開放環境供人自由進出，但也有由公家劃定一段海岸線後收費營運，或甚至私人擁有只允許特定人士進出的私人海灘等諸多型態；封閉式的海水浴場通常擁有較完善的設施，例如救生員的配置，與專人負責環境的整理或甚至進行水質檢測。有部分海水浴場設置有防鯊網以確保游客安全。
在海水浴場除了實際下水游泳玩水外，常見的活動項目還包括有在岸上進行沙雕、日光浴或沙灘排球等，除此之外，在某些浪潮或風勢較強的海灘，也常見到衝浪或風帆等活動方式。
除了在自然形成的沙灘上設置海水浴場外，也存在有從其他地方運來大量沙土製造出的人工沙灘。
海岸自古以來一至是一個適合休閒的地方，但直到十九世紀中葉，這種娛樂是一種奢侈且只有富人付得起的娛樂。工業革命帶來的交通進步使人們能在遠離家鄉的地方度假，越来越多的海濱城鎮設置海水浴場。這一現象最有力的证明是在英格蘭和威爾士，因爲那裏任何一個地方都不會離海超過180km。

## 相關
- 公众浴场